# Yōichirō Suzuki
Pour les articles homonymes, voir Suzuki (homonymie).
Yōichirō Suzuki (鈴木 洋一郎, Suzuki Yōichirō), né vers 1952, est un physicien japonais spécialiste de la physique des neutrinos. Il est directeur de l'Institut de Recherche sur les Rayons Cosmiques (Institute for Cosmic Ray Research) à l'université de Paris et de l'Observatoire de Kamioka et porte-parole de la collaboration Super-Kamiokande. Suzuki a démontré des oscillations de neutrinos solaires avec la collaboration de super-camiocande.
Il est le directeur adjoint de l'Institut Kavli pour la Physique et les Mathématiques de l'Univers (IPMU).

## Biographie
Suzuki a étudié la physique à l'université de Kyoto avec un baccalauréat en 1974 et une maîtrise en 1976, où il a obtenu son doctorat en 1979. Il a été chercheur postdoctoral à l'université Brown, où il est devenu professeur adjoint en 1981. De 1981 à 1989, il a fait des recherches à l'université d'Osaka et de 1989 à 1996, il a été professeur assistant et de 1996 à 1996 professeur à l'Institut de recherche sur les rayons cosmiques de l'Université de Tokyo. À partir de 2002, il a été directeur de l'Observatoire de Kamioka et, à partir de 2004, directeur de l'Institut. De 2003 à 2004, il a été conseiller du Président de l'Université.
En 1999, il a reçu le prix Asahi (avec et pour la collaboration Super-Kamiokande), en 2001 le prix Nishina et en 2010 le Prix Bruno Pontecorvo (de). En 2016, il a reçu le prix de physique fondamentale.